# Estaimbourg
Estaimbourg is een dorp in de Belgische provincie Henegouwen, en een deelgemeente van de Waalse gemeente Estaimpuis.

## Geschiedenis
Een oude vermelding van de plaats gaat terug tot Stenuurt in de 12de eeuw, een samenstelling van de Germaanse vormen voor "steen" en "-voorde". Het "bourg" in de huidige naam is slechts een latere vervorming.
Net als Estaimpuis en de andere omliggende dorpen behoorde Estaimbourg ooit tot het Nederlandse taalgebied, maar raakte in de loop der jaren verfranst.
Estaimbourg was een zelfstandige gemeente, tot die bij de gemeentelijke herindeling van 1977 toegevoegd werd aan de gemeente Estaimpuis.

## Demografische ontwikkeling
- Bronnen:NIS, Opm:1831 tot en met 1970=volkstellingen

## Bezienswaardigheden
- Het Château de Bourgogne, een 19de-eeuws kasteel in een prachtig park, thans openbaar domein.
- Het Château Poullet, van 1910, gebouwd door de eigenaar van een leerlooierij. Gelegen in een groot landschapspark.
- De Kerk van Sint-Denisius en Sint-Ghislenus (Église Saints Denis et Ghislain). Een classicistisch bouwwerk uit 1784., opgetrokken in baksteen op een fundering van kalksteen.
- Op het kerkhof liggen 12 gesneuvelde Britse militairen uit de Eerste en Tweede Wereldoorlog.

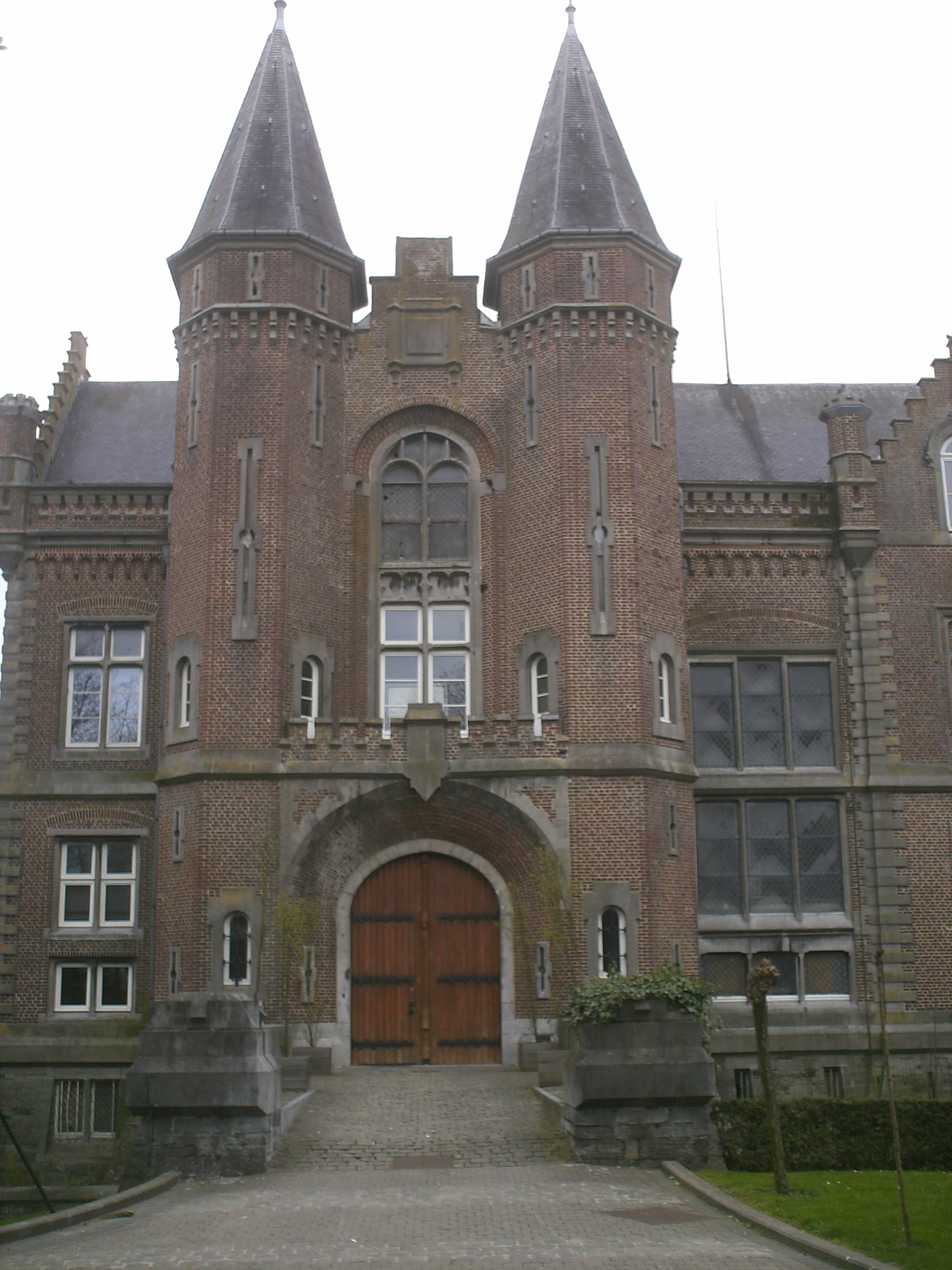
Château de Bourgogne

## Natuur en landschap
Estaimbourg ligt aan infrastructuur, met name een spoorlijn en een autoweg die van Kortrijk naar Doornik voeren. De hoogte van Estaimbourg bedraagt ongeveer 17 meter.

## Politiek
Estaimbourg had een eigen gemeentebestuur en burgemeester tot de fusie van 1977. De laatste burgemeester was Henri Lericque.

## Nabijgelegen kernen
Pecq, Estaimpuis, Leers-Nord, Néchin, Bailleul